# 蘭心大戯院

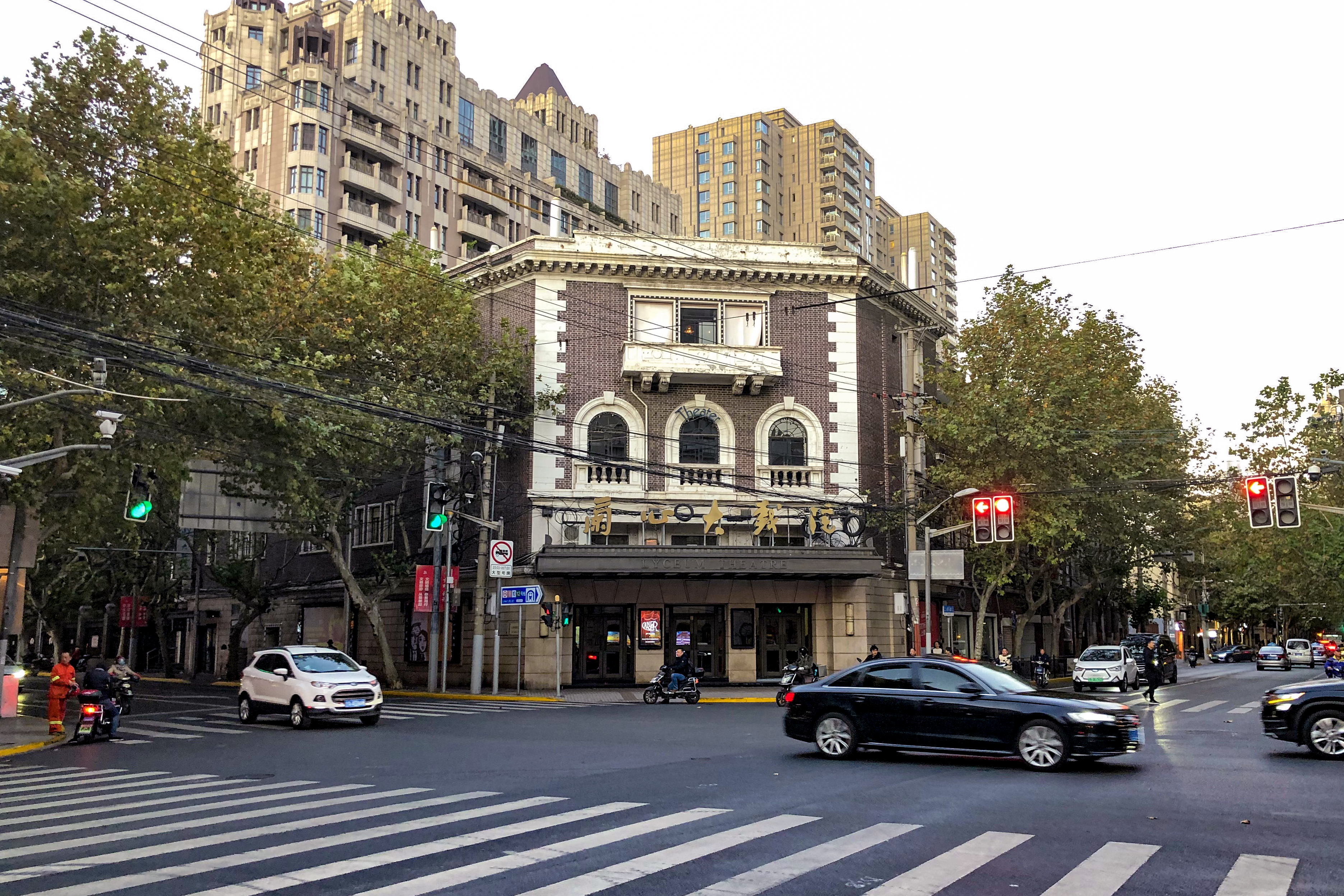
蘭心大戯院

蘭心大戯院（らんしんだいげいん）、英語名はライセウム・シアター（Lyceum Theatre）、は上海市黄浦区にある劇場であり、中国最初の西洋式劇場である。現在の蘭心大戯院は1931年に竣工し、外観はイタリアルネサンス期の建築スタイルである。
1953年、蘭心大戯院が上海芸術劇場に改名されたが、1991年に旧名に戻した。1994年、蘭心大戯院が上海市優秀歴史建築に選ばれた。